# موروزوفکا (باشقیرستان)
موروزوفکا (به لاتین: Morozovka) یک منطقهٔ مسکونی در روسیه است که در باشقیرستان واقع شده‌است.